# Abide Sultan
Abide Sultan (en turco otomano: نصب تذكاري; "atenerse") (Estambul, c.1618-Estambul, c.1649), a veces llamada Übeyde Sultan, fue una princesa otomana, hija del sultán Ahmed I y su consorte, Fatma Hatun.

## Vida
Nació en 1618, unos meses después de la muerte de su padre, Ahmed I. Su madre era Fatma Hatun, hija de Kuyucu Murad Paşa. 
El mismo año su tío Mustafa I fue destronado y en su lugar pusieron a su hermano mayor, Osman II. Sus hermanos varones permanecieron encerrados en la Kafe.
En 1622, Osman fue brutalmente torturado y asesinado. Nuevamente pusieron en el trono a su demente tío, pero su reinado duró poco más de un año. El 10 de septiembre de 1623, gracias a una conspiración de palacio destronaron a Mustafa y en su lugar pusieron a su joven hermano, Murad. Eso hizo que su madrastra, Kösem Sultan fuera nombrada la primera regente del imperio.
Probablemente fue criada por Kösem y no por su madre. En 1641 contrajo matrimonio con Musa Paşa. Su matrimonio duró unos seis años ya que él fallece en 1647. Hay una teoría que dice que Abide contrajo matrimonio con Dabanıyasdı Mehmed Paşa (muerto en 1639).

## Muerte
Abide falleció en 1649, durante el reinado de su sobrino Mehmed IV por causas desconocidas. Está enterrada en el Cementerio de Eyüp, aparte tampoco tiene descendencia conocida.